# Benjamín Ramón
Benjamín Ramon ( Colón, 29 de noviembre de 1939) es un poeta, cuentista y gestor cultural panameño.

## Biografía
Nacido en la ciudad de Colón, en la costa del Caribe de Panamá, en 1939. Realizó estudios de Historia y Filosofía en la Universidad de Panamá. Perteneció a la Generación del 58, movimiento de estudiantes que, por separado pero en la misma época, organizaron protestas en contra de acciones del gobierno de Panamá o contra la presencia militar de Estados Unidos en el país, en especial la gesta estudiantil de mayo de 1958 en respuesta a las represiones del gobierno nacional contra estudiantes, la Siembra de banderas en la antigua Zona del Canal a través de la Operación Soberanía y el Levantamiento de Cerro Tute. Fue miembro de Columna Literaria, una organización de estudiantes de la Universidad de Panamá que "produjo literatura de protesta, casi siempre contra los gobiernos por excesos que desembocaron en [muertes], por las reacciones de la fuerza pública ante las protestas de la juventud, por la ausencia de una política internacional progresista, digna y valiente, por las elecciones en las que se adulteraban los resultados con tal de favorecer a los candidatos apoyados por quienes ejercían el poder y en general por gobiernos que actuaban de manera contraria a las aspiraciones del pueblo".
Su vida la ha dedicado a la literatura, destacándose en el cuento y la poesía, géneros en los que ha ganado varios premios. Cundeamor (cuento, 1966) ganó mención en el Premio ESSO de Panamá; Sólo el mar (poesía, 1968) ganó Mención de Honor en los Juegos de Poesía Joven del Perú; Camión (poesía, 1972) se llevó Premio Universidad de Poesía; los poemarios Amanecer de Ulises (1983) y Las ilusiones perdidas (1987), fueron Premio Poesía de Verano del Instituto Nacional de Cultura de Panamá; y Música Sabida fue Mención de Honor en el Concurso Nacional de Literatura "Ricardo Miró", categoría poesía, en 1991. Otros poemarios de Benjamín Ramón son Esta ciudad que mata y otras alegrías (1969); Puta vida y otros poemas (1969); No trespassing (1973); El mundo es más que el hombre (1977); Árbol, mediodía (1983); No olvidemos y otros poemas (2001); y colecciones de cuentos son Contra reloj (1992); y En un 2 por 3 (2007). 
En 2019 fue publicada la antología personal Hombre en la luna. En el prólogo de esta obra, la poeta Consuelo Tomás nos dice que Benjamín Ramón "hizo de la brevedad en la poesía panameña un hito literario nutrido con todas las cosas sencillas o complejas que llevan en su contenido, se ha mantenido constante a través del tiempo, y que ese manejo de la “difícil sencillez” encontró nuevas maneras de completar la expresión".
Por muchos años fue el editor de la revista literaria Camino de cruces.

## Premios y reconocimientos
- 1966, Accésit, Premio Esso de Panamá (cuento) por Cundeamor.
- 1968, Accésit, Juegos de Poesía del Perú por Solo el mar.
- 1972, Premio Universidad de Poesía por Camión.
- 1983, Premio Poesía de Verano del Instituto Nacional de Cultura de Panamá por Amanecer de Ulises.
- 1987, Premio Poesía de Verano del Instituto Nacional de Cultura de Panamá por Las ilusiones peridas.
- 1991, Accésit, Concurso Nacional de Literatura Ricardo Miró, poesía, por Música sabida.

## Publicaciones

### Poesía
- Sólo el mar (1968)
- Esta ciudad que mata y otras alegrías (1969)
- Puta vida y otros poemas (1969)
- Camión (1972)
- No trespassing (1973)
- El mundo es más que el hombre (1977)
- Amanecer de Ulises (1983)
- Árbol, mediodía (1983)
- Las ilusiones perdidas (1987)
- Música Sabida (1991)
- No olvidemos y otros poemas (2001)

### Cuento
- Cundeamor (1966)
- Contra reloj (1992)
- En un 2 por 3 (2007)

### Antología
- Hombre en la luna (2019)